# Magiër (Feist)
Magiër is het eerste deel van de fantasy-serie De Saga van de Oorlog van de Grote Scheuring, geschreven door Raymond E. Feist. Deze serie gaat over de oorlog die ontstaat doordat een door magie gewrochte opening in de drie dimensies van de ruimte ervoor zorgt dat de werelden Midkemia en Kelewan met elkaar verbonden worden. De oorspronkelijke titel van het boek is 'Magician', en het werd uitgegeven in 1982.

## Samenvatting van het boek
De magiërleerling Puc en de krijger-in-opleiding Tomas vinden een vreemd scheepswrak nabij het vestingstadje Schreiborg. Het wrak blijkt afkomstig te zijn van een andere wereld, genaamd Kelewan, dat in Midkemia beland is door een Scheuring tussen de twee werelden. Magiërs uit die wereld hebben een doorgang weten te maken naar Midkemia, en spoedig blijkt dat er een invasie wordt voorbereid. Hertog Borric van Schreiborg vertrekt met een gezelschap naar het oosten om raad en bijstand te vragen van de Koning. Onderweg worden ze aangevallen door de Onzalige Broederschap, de duistere verwanten van het elfenvolk, waarna ze via de Dwergen-mijnen verder reizen. Daar raakt Tomas afgescheiden van de groep en verdwaalt hij in het uitgestrekte mijnenstelsel. De Dwergenleider Dolgan gaat op zoek naar Tomas, en treft de jongen aan in gezelschap van een gigantische stervende draak. In de schatkamer van de draak vindt Tomas een vreemde beschermende witte wapenrusting. Vervolgens vertrekt hij naar het elfenrijk Elvandar en wordt een machtig strijder tegen de troepen van Kelewan, ofwel de Tsurani.
Ondertussen zijn de anderen via het eiland van de magiër Macros de Zwarte en de stad Krondor naar Rillanon, de Hoofdstad van het Koninkrijk, gereisd. Daar blijkt dat de gekke koning Rodric niet bereid is om de Westelijke Legers te versterken. Het gezelschap keert terug naar het westen, waar de strijd tegen de Tsurani inmiddels in volle gang is. Schreiborg wordt belegerd en Prins Arutha, de jongste zoon van Borric, verdedigt het kasteel tegen de oprukkende troepen. Puc wordt gevangengenomen en belandt via de Scheuring in de Tsuranese wereld Kelewan, waar hij als slaaf op een landgoed moet werken. Hij raakt bevriend met de minstreel Laurie van Tyr-Sog en wordt verliefd op het slavenmeisje Katala. Dan komt de Grootheid Fumita erachter dat Puc op Midkemia een magiërsleerling is geweest. Fumita neemt Puc mee naar de Assemblee, ofwel de broederschap der Magiërs, waar hij wordt opgeleid tot Magiër van het Grotere Pad. Puc wordt de Grootheid Milamber, en wordt ingewijd in de wrede politiek van het Keizerrijk Kelewan.
Na negen jaar strijd reist Arutha samen met jachtmeester Martin Langboog en Emus Trask naar Krondor teneinde prins Erland om hulp te vragen. Maar de stad blijkt in handen te zijn van Zwarte Gys, een gezworen vijand van Heer Borric, en ze weten Krondor met hulp van het dievengilde ternauwernood te ontvluchten. Ondertussen zijn Laurie en de Tsurani Kasumi via de Scheuring naar Midkemia gereisd met een vredesvoorstel. Maar in Rillanon vinden zij geen gehoor, en het legerkamp van het Westelijk leger is in rouw gedompeld; Hertog Borric is gesneuveld. Op Kelewan woont Puc de Keizerlijke Spelen bij die de Krijgsheer heeft georganiseerd om de overwinning te vieren. Puc wordt woedend als hij de zinloze wreedheden aanschouwt, en verwoest de arena. Daarop vlucht hij terug naar Midkemia, niet langer als Tsuranese Grootheid, maar weer als Puc van Schreiborg.
De overwinning van de Tsurani in het Westen leidt ertoe dat Koning Rodric alsnog het Koninklijk Leger inzet in de strijd. Hij behaalt een grote overwinning, maar raakt hierbij zelf dodelijk gewond. Voor hij sterft benoemt hij Lyam, de oudste zoon van Borric, tot zijn erfgenaam. Deze start vervolgens vredesonderhandelingen, maar die worden ruw verstoord door de elfen en dwergen onder leiding van Tomas en de magiër Macros de Zwarte, die vervolgens samen met Puc de scheuring vernietigt. Hierdoor stranden vierduizend Tsuranese soldaten op Midkemia. Ze geven zich over aan Lyam, die hun vrijheid schenkt in ruil voor hun trouw aan het Koninkrijk. Als verklaring voor zijn daad meldt Macros dat vrede geen optie was omdat het wezen dat in de oudheid bekendstond als de Vijand, Midkemia via de scheuring zou vinden. Daarom moest deze wel vernietigd worden. Allen keren terug naar Rillanon voor Lyams kroning, waarna Puc naar het eiland Sterrewerf gaan om de Academie van Magiërs te stichten.